# Helina vierecki
Helina vierecki är en tvåvingeart som beskrevs av John Otterbein Snyder 1941. Helina vierecki ingår i släktet Helina och familjen husflugor.
Artens utbredningsområde är Colombia. Inga underarter finns listade i Catalogue of Life.